# Річард Деламейн
Річард Деламейн (англ. Richard Delamaine або Delamain; рік народження — до 1629 — рік смерті до 1645) — англійський математик, відомий роботами про круглу логарифмічну лінійку та сонячні годинники. Один із винахідників логарифмічної лінійки.

## Життя
Його перша опублікована робота «Граммелогія» була присвячена Карлу І. Вона була розкритиковна Вільямом Отредом у « Кругах пропорції» (1631), на підставі плагіатства: Отред раніше навчав Деламейна, вважав, що робота Деламейна просто відтворювала його математичні прилади без будь — якого серйозного розуміння теорії, від якої вони залежать. Пізніше Деламейн завоював королівську прихильність і посаду домашнього вчителя математики при дворі короля, був призначений генералом — квартирмейстром. Його вдова описувала його в ті часи, у 1645 році, коли вона зверталася з проханням до Палати Лордів. Він залишив десятьох дітей, один з яких носив його ім'я, в котрому ненапевно упізнають математика Річарда Деламейна молодшого.
Карл І перед своєю смертю надіслав своєму синові, герцогу Йоркському, срібний круглий сонячний годинник, сконструйований за кресленням Деламейна.

## Роботи
Він написав: «Граммелогія, або Математичне коло», взята з «Логарифми та спроектований круглий»,1631. Грецька назва, що означає «мова ліній», посилання на «Rabdologia» Джона Неп'єра.
Утворення, опис та викорисання малого переносного інструмента, що зветься Горизонтальним Квадрантом,1631.